# باب هولندي

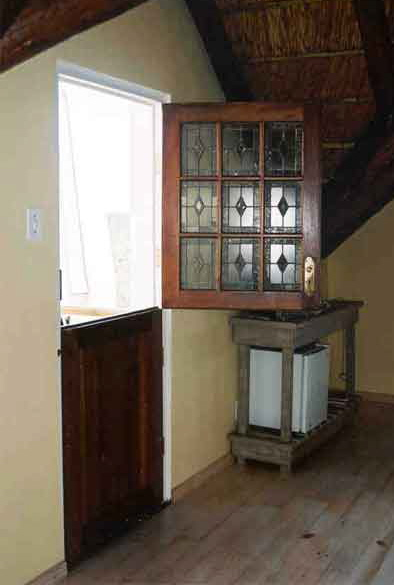
باب هولندي بنصفه الأعلى مفتوحاً.

الباب الهولندي (بالإنجليزية: Dutch door)‏ في (الإنكليزية الأمريكية) أو باب الإصطبل (الإنجليزية البريطانية) أو نصف باب. هو باب مقسم أفقياً بحيث يظل النصف الأسفل مغلقاً، بينما يبقى النصف العلوي مفتوحاً. الغرض الأساسي من هذا الباب هو إبقاء الحيوانات خارج البيوت الريفية، في حين يسمح للضوء والهواء بالدخول من النصف المفتوح العلوي. في وقت لاحق حدثت تعديلات على هذا النوع من الأبواب بحيث يمكن فتح أو إغلاق النصفين معاً.
وهو مصطلح ينطبق أيضاً على تعديل الباب الخلفي على طرز مختارة من سيارات جي إم سي سفاري والشفروليه أسترو حيث النافذة الخلفية تفتح لأعلى وأسفلها بابين نصف.
كما أن هذا النوع من الأبواب يكتسب شعبية في المكاتب الحديثة، حيث يتيح للشخص بداخل المكتب رؤية من هو خارج الباب دون الكشف عما يقوم به على مكتبه.